# Steven Alfaisi
Steven Alfaisi (Wanica, juni 1971) is een Surinaams politicus. Hij was in 1999 medeoprichter en is sinds 2018 voorzitter van de politieke partij Democratie en Ontwikkeling in Eenheid (DOE).

## Biografie
Alfaisi was vanaf jonge leeftijd geïnteresseerd in politiek. Hij studeerde aan de Anton de Kom Universiteit van Suriname toen in 1999 de protesten gaande waren tegen de regering van president Jules Wijdenbosch. Hij maakte toen deel uit van een groep intellectuele twintigers die zich Progressieve Ontwikkeling en Welzijns Alternatief (POWA) noemden. Hij liep mee met de protesten van de stakers en barricadeerde met andere studenten de poorten van de universiteit.
In 1999 werden Alfaisi en andere studenten door Marten Schalkwijk en Monique Essed-Fernandes uitgenodigd om samen te werken, toen zij bezig waren met het oprichten van een nieuwe politieke partij. Uiteindelijk was Alfaisi op 2 december 1999 een van de oprichters van de partij Democratie en Ontwikkeling in Eenheid (DOE). Alfaisi kreeg in het bestuur de rol van jongerenvertegenwoordiger. Tijdens de verkiezingen van 2000 behaalde DOE geen zetel; dit zou nog tot de verkiezingen van 2010 duren toen Carl Breeveld zijn entree maakte in De Nationale Assemblée.
Na de verkiezingen van 2000 hield Alfaisi zich jarenlang afzijdig van de politiek en richtte hij zich op zijn loopbaan als assistent juridisch adviseur en projectmanager bij het ministerie van Planning en Ontwikkelingssamenwerking. Hij werkte onder de ministers Brunings en Nain en vertrok in de tijd van Raghoebarsing naar het ministerie van Regionale Ontwikkeling (RO) als projectmanager voor natuurmanagement en -behoud. Vanaf 2003 was hij acht jaar lang directeur van de Stichting Fonds Ontwikkeling Binnenland (SFOB) van het ministerie van RO. Daarnaast had hij van 2008 tot 2012 een zetel in de Nationale Anti-Drugs Raad (NAR). In 2012 vertrok hij naar de Staatsolie Maatschappij Suriname en werkte achtereenvolgens in de functies van coördinator, hoofd en senior-adviseur van de afdeling Community Relations.
Ondertussen behaalde hij in 2010 een mastergraad in internationale relaties aan de Amerikaanse Fletcher School of Law and Diplomacy dat deel uitmaakt van de Tuftsuniversiteit in Massachusetts. Verder volgde hij in 2014 nog een cursus in onderhanelen aan de Harvard Law School.
In 2018 werd hij opnieuw actief voor DOE. In maart van dat jaar werd hij gekozen tot de nieuwe partijvoorzitter. Vervolgens stelde hij zich kandidaat voor zijn partij tijdens de verkiezingen van 2020, als lijsttrekker van het district Wanica. Zijn partij verwierf echter geen zetels.
Tijdens de verkiezingen van 2025 stond  hij op nummer 13 van de lijst van de A20, dat een samenwerkingslijst is van A20, DOE en de PRO. Deze combinatie leverde één zetel op in De Nationale Assemblée.